# 罗伯特·卡帕
罗伯特·卡帕（英語：Robert Capa），1913年10月22日—1954年5月25日），原名弗里德曼·安德烈·艾爾諾（匈牙利語：Friedmann Endre Ernő），又名安德烈·弗里德曼（André Friedmann），匈牙利裔美國籍摄影记者，20世纪最著名的战地摄影记者之一，参与报道过5场發生於20世纪的主要战争：包括西班牙内战、中国抗日战争、第二次世界大战欧洲战场、第一次中东战争以及第一次印支战争。第二次世界大战期间，卡帕跟随美國军隊报道了北非及意大利的军事行动，诺曼第登陆中的奥马哈海滩战役以及巴黎的解放。
卡帕被认为是“决定性瞬间”的集大成者之一，他的作品通过凝结瞬间再现了战争的残酷和暴戾，突出表现在他的几幅名作中。1947年，他和“决定性瞬间”的倡导者布勒松一同创立了著名的玛格南图片社，成为了全球第一家自由摄影师的合作组织。

## 生平
1913年，罗伯特·卡帕生于奥匈帝国时期的布达佩斯的一个犹太家庭，初名Endre Ernő Friedmann。在1932年经过由于反政府而获的的一场牢狱之灾后，卡帕离开了故土（他的父母也鼓励他移居别处）。
卡帕最初想成为一个作家，然而他在柏林找到的一份照相工作却让他开始痴迷于艺术。1933年,由于纳粹德国日渐兴起的排犹风浪，他移居到了法国。但却发现在法国很难找到一份作为自由记者的工作。在此期间，他开始采用罗伯特·卡帕的名字——因为他觉得便于记忆，而且美式发音听上去还有些像电影导演「弗兰克·卡普拉」（实际上，cápa是个匈牙利词汇，意思是鲨鱼）。

## 虚构的身份
罗伯特卡帕这一身份，并非安德烈独有。事实上，这是安德烈和爱人格尔达塔罗在那个年代为了方便投稿，而共同虚构的。
他们将罗伯特卡帕包装成一名美国摄影师，并共同使用这个名字在许多知名刊物投稿。
后来“卡帕”成为了安德烈的个人化名，格尔达·波赫利拉也以“格尔达·塔罗”作为自己的化名。

## 爱情
1935年，卡帕遇到了格尔达，这位被认为是世界上第一位女性战地记者的摄影师，在西班牙内战期间被赋予了“小金发女郎”的美称。
遗憾的是，塔罗在西班牙内战的前线上牺牲了。塔罗的牺牲，也让卡帕彻底认识到战争的残酷性，并使他陷入了深深的痛苦之中。1954年，卡帕来到越南战争的前线，仍然随身携带着塔罗的照片。
卡帕和塔罗的爱情，是摄影史上的一段佳话。

## 西班牙内战时期
1936年到1939年，卡帕前往西班牙，用相机纪录下了内战的残酷。1936年卡帕因为拍到一位共和軍士兵於科爾多瓦附近遭到子彈擊中仰身倒地的那一剎那而为世人所知。同时也因为其接近性和突发性而引起真实性的长期争议。不少人質疑該照片的真實性，例如士兵陣亡時握槍的姿勢，以及當初發表於VU雜誌時，另一張應為同組照片，卻顯現另外一位不同的士兵倒身於同一地點等等不合理之處。

## 墨西哥手提箱
不過在1939年逃离欧洲大陆時，罗伯特·卡帕把他的手提箱遺失了。手提箱載有他在西班牙内战時間拍攝的3500張底片。多年來，人們都認為這些底片已經永遠消失，「戰士之死」的真相一直無法證實。但在1990年代末期于墨西哥城被发现，是為墨西哥手提箱 （页面存档备份，存于）。

## 二战时期
卡帕从巴黎逃离后抵达纽约，二战初期时在此地找工作。后来接受Collier周刊约稿前往欧洲战地采访。后来又跳槽给《生活》杂志投稿。1938年，卡帕來到中國去採訪中日戰爭，随着战争的进行，卡帕又随军前往北非和意大利，并在1943年10月7日在那不勒斯和《生活》的通讯员小威爾·蘭（Will Lang Jr.）一道记录下了邮局爆炸案。
卡帕最辉煌的经历莫过于1944年6月6日“D日”参与诺曼底登陆。D日当天，他成为了唯一一位随第一批登陆部队参加诺曼底登陆作战的摄影记者。他携带2部康泰克斯2型（Contax II）相机、50mm镜头和数卷胶片随军在奥马哈海滩抢滩。在第一次为时30分钟的战斗冲锋中，卡帕拍摄了106张底片。然而再回到伦敦的暗房冲洗时，工作人员的失误毁掉了绝大多数底片，经过一番努力，抢救出了其中的11张，被称为绝妙十一图。
《生活》杂志于1944年6月19日刊出了其中的10张照片，并在图中注脚“稍微失焦”，以此解释说由于卡帕当时过于激动导致了手部抖动，从而影响了拍摄，而卡帕本人对此却并不承认。战后卡帕将回忆传记以此命名。。

### 战后
1947年卡帕和作家好友约翰·斯特恩贝克（John Steinbeck）旅行访问苏联。在莫斯科、基辅、第比利斯、巴统和遍地废墟的斯大林格勒拍摄了大量图片。 回到法国后，卡帕和亨利·布列松、威廉·凡德瓦特（William Vandivert）、大衛·西蒙以及喬治·羅傑建立了玛格南图片社。1951年他成为主席。
以色列建立后，卡帕前往拍摄，并给艾文·蕭（Irwin Shaw）的书作提供了大量图片。

## 遇难
1954年5月25日，卡帕在越南采访第一次印度支那戰爭时，为了拍照误入雷区，踩中地雷遭遇爆炸，身亡。
当日，美国各大晚报都登出卡帕的死讯。第二天《每日新闻》用大标题报道“关于卡帕之死”，纽约各地电视台、电台和时报也以极大篇幅刊登报道，一致赞扬他是一个最为勇敢的战地摄影家。

## 供职机构
- 生活杂志
- 马格南图片社

## 遗产和影响
卡帕的弟弟，康奈尔·卡帕也是一位摄影师，今天依然为保存和发扬罗伯特·卡帕的摄影事业而努力，同时也保持着自己独立的摄影风格。为了保护罗伯特的遗产，康奈尔于1966年建立了一个国际基金。后来，为了给搜集到的作品提供一个稳定的场所，他于1974年在纽约建立了国际摄影中心。
海外出版俱乐部的一个奖项因卡帕而命名——卡帕金制奖章。旨在表彰海外年度最佳图片报道的那些拥有非凡勇气和强烈事业心的摄影师。
1995年，卡帕於1939年遺失的手提箱在墨西哥城被发现，是為墨西哥手提箱 （页面存档备份，存于）。2007年12月，手提箱移交给由纽约市卡帕弟弟康奈尔所创的國際攝影中心，底片交由專家沖晒。報導指底片保存得相當好。國際攝影中心負責人沃利斯指，照片將會告訴我們早期西班牙内戰的情況。這些底片或許可以解開攝影史上的一大謎團：只要找到「戰士之死」前後的底片，就可得知這幅名作是否擺拍出來的。
2008年10月17日至2009年1月25日，一個题为“这就是战争：罗伯特·卡帕的工作”影展在英國倫敦的巴比肯藝術中心展出。

## 相关书籍
- 《失焦—卡帕战地摄影手记》（Slightly Out of Focus，1947）， 广西师范大学出版社（2005年3月）. ISBN 7-5633-5186-8